# Oak Park, Michigan
Oak Park är en ort i Oakland County i delstaten Michigan, USA.